# Lithachne
Lithachne là một chi thực vật có hoa trong họ Hòa thảo (Poaceae).

## Loài
Chi Lithachne gồm các loài: